# Landschaftspark Duisburg-Nord

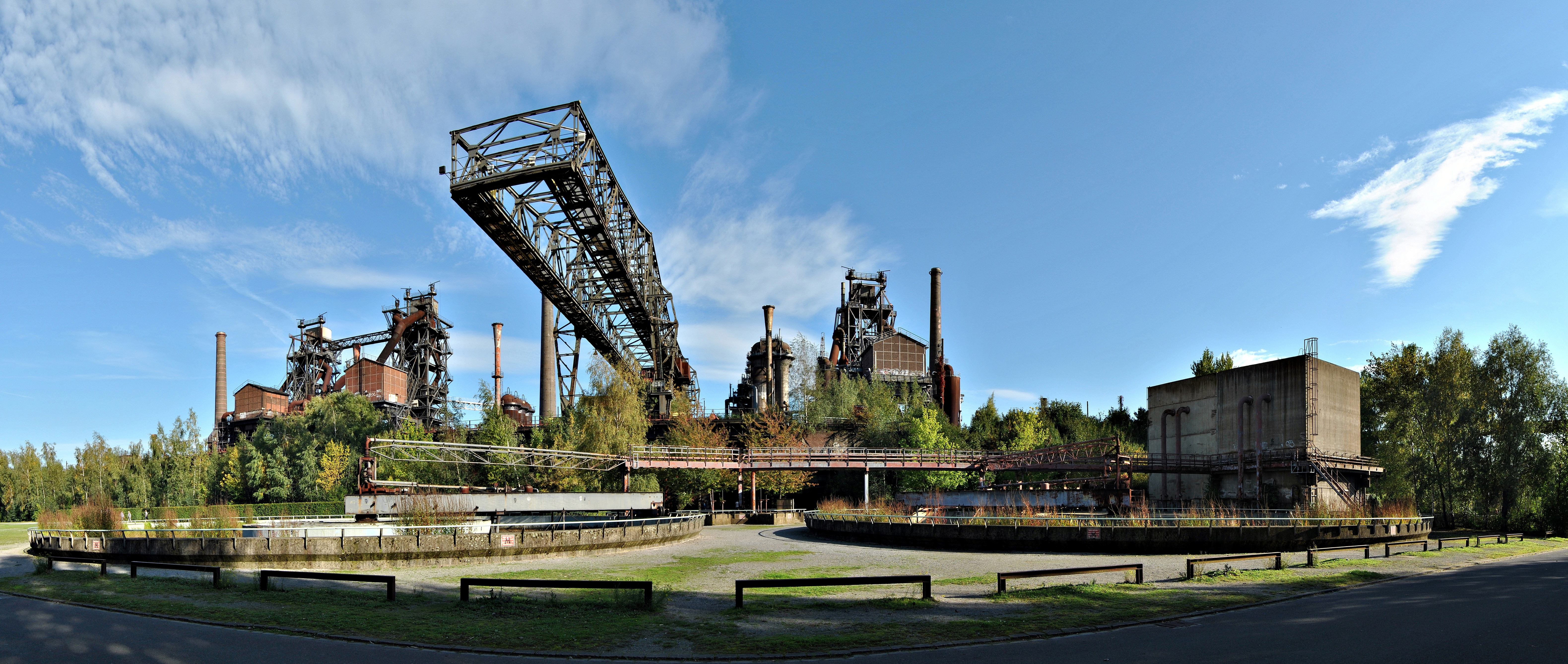
Panoramablick über die wichtigsten Elemente des Landschaftsparks Duisburg-Nord: der Hochofen 2, das hervorragende Krokodil und der Hochofen 5 (v. l. n. r.), die Absetzbecken im Vordergrund

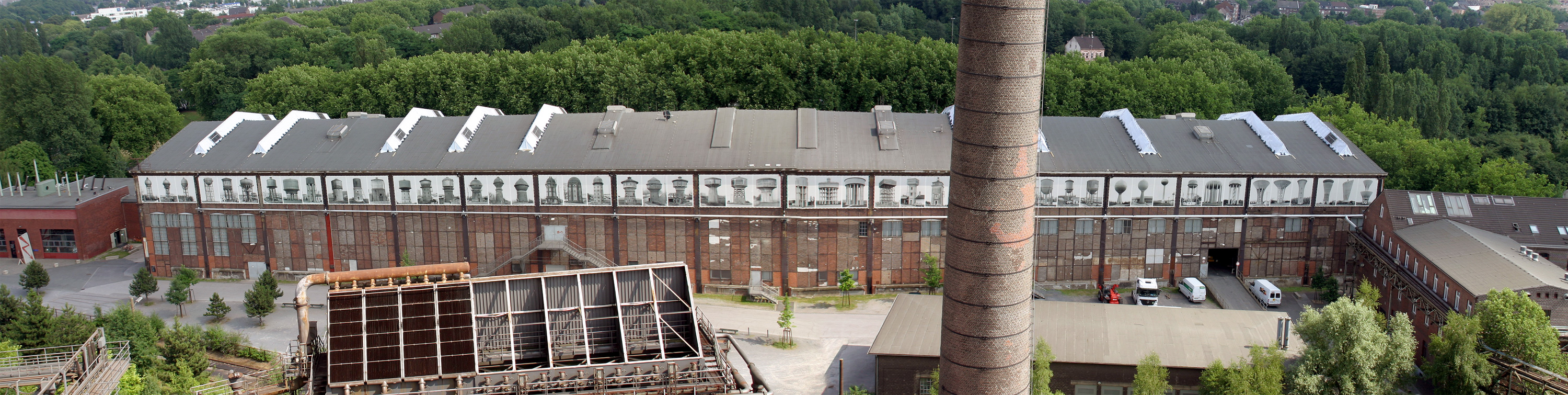
Kraftzentrale und heutige Veranstaltungshalle mit Bildinstallationen von Bernd und Hilla Becher

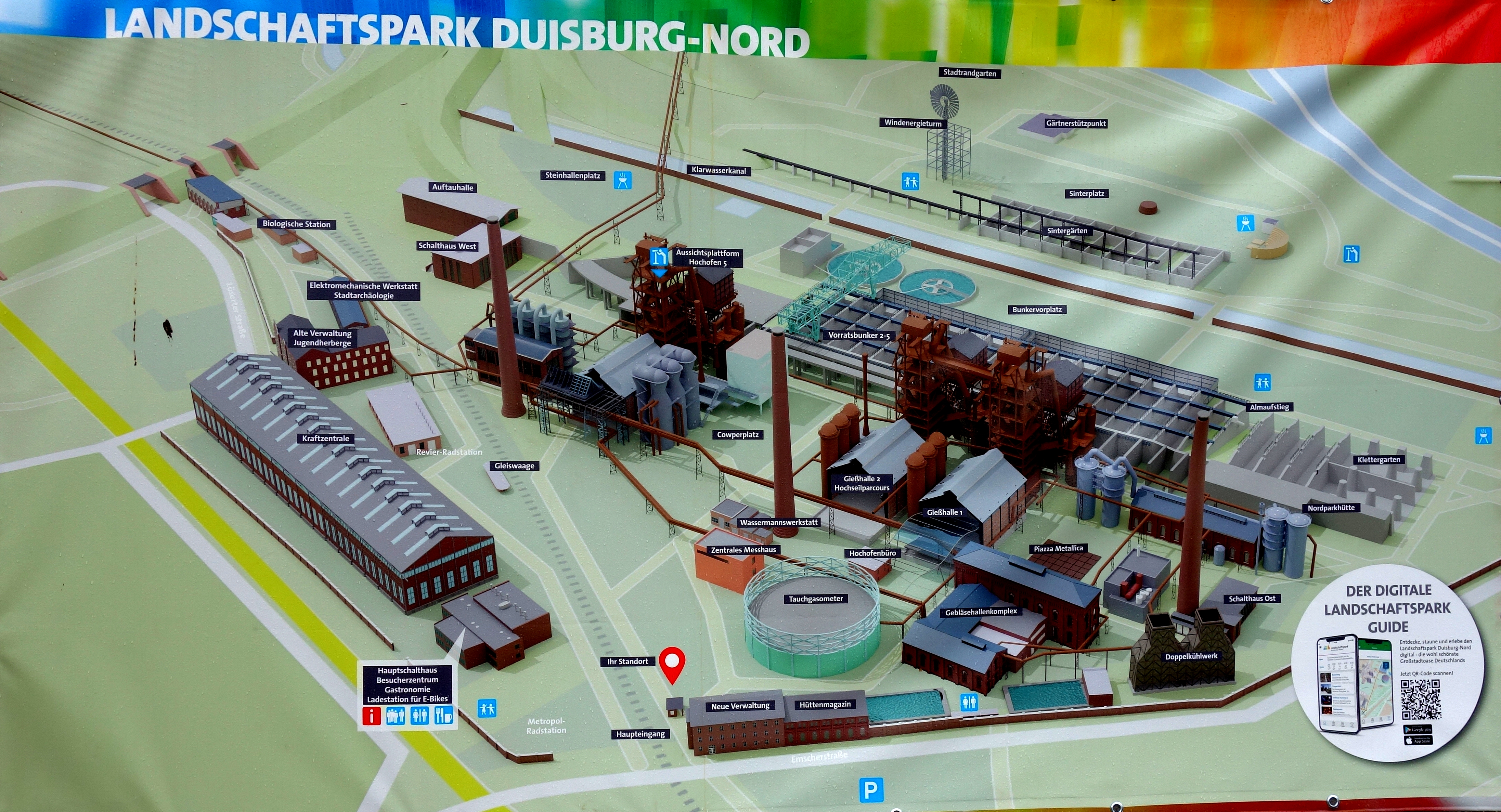
Lageplan im Außenbereich

Der Landschaftspark Duisburg-Nord (auch kurz LaPaNo, im Volksmund „LAPADU“ oder auch „Landi“) ist ein etwa 180 Hektar großer Landschaftspark rund um ein stillgelegtes Hüttenwerk in Duisburg-Meiderich, der im Rahmen der Internationalen Bauausstellung Emscher Park entstand. Der Landschaftspark ist einer der Ankerpunkte der Europäischen Route der Industriekultur sowie der Route der Industriekultur im Ruhrgebiet. Die britische Tageszeitung The Guardian zählt den Landschaftspark Nord zu den zehn besten Stadtparks der Welt. Er wird u. a. neben High Line (New York), Buttes-Chaumont (Paris), Hampstead Heath (London) und Park Güell (Barcelona) genannt.

## Geschichte
Das frühere Werk wurde 1902 von August Thyssen als „Aktiengesellschaft für Hüttenbetrieb“ zur Versorgung seiner Siemens-Martin-Stahlwerke in Bruckhausen und Styrum gegründet und am 16. Mai 1903 mit der Anblasung von Hochofen 1 in Betrieb genommen. Die insgesamt fünf Hochöfen produzierten in ihren 84 Jahren 37 Millionen Tonnen Spezialroheisen – in der Regel als Vorprodukt für die Weiterverarbeitung in den Thyssen’schen Stahlwerken.
Die Hochöfen 3 und 4 wurden bereits 1968 bzw. 1970 abgerissen. Die Hochöfen 1 und 2 wurden 1982 stillgelegt, so dass nur noch der erst 1973 erbaute Hochofen 5 in Betrieb blieb. 1985 wurde dieser nach gerade mal zwölf Jahren Betriebszeit aufgrund von Überkapazitäten auf dem europäischen Stahlmarkt ebenfalls stillgelegt. Thyssen verlagerte die Roheisenproduktion in die umliegenden, wesentlich größeren und moderner ausgerüsteten Hauptproduktionsflächen am Rhein (Werksteile Bruckhausen und Schwelgern, heute Teil von thyssenkrupp Steel Europe).
In der Folgezeit wurde das alte Gelände zwischen Hamborn und Meiderich mit allen Gebäuden und den verbliebenen drei Hochöfen Projekt der Internationalen Bauausstellung „Emscher Park“ und für einen internationalen Architekturwettbewerb ausgeschrieben, den die Landschaftsarchitekten Peter Latz + Partner gewannen. Seit 1988 unterstützt auch der Verein Interessengemeinschaft Nordpark Duisburg die Pläne einer Umsetzung. Von 1990 bis 1999 wurden die Hallen, Gebäude und das Außengelände nach den Plänen der Architekten umgestaltet und so umnutzbar gemacht, dass der Park in Fachkreisen heute zu den wichtigsten Projekten der Landschaftsarchitektur der Jahrtausendwende zählt. 1994 wurde der Park der Öffentlichkeit zugänglich gemacht. Er bildet nun einen Ankerpunkt auf der Route der Industriekultur und ist in die Europäische Route der Industriekultur integriert.
Der Landschaftspark Duisburg-Nord wurde mit den Preisen Green Good Design Award 2009, EDRA Places Award 2005, Play & Leisure Award 2004, der Grande Medaille d’Urbanisme 2001
und dem 1. Europäischen Preis für Landschaftsarchitektur Rosa Barba 2000 ausgezeichnet.
Vergleichbare, museale, jedoch deutlich kleinere Hochofen-Ensembles finden sich in Hattingen mit der früheren Henrichshütte, ebenfalls zuletzt ein Betrieb der Thyssen AG, und in Dortmund-Hörde mit den verbliebenen zwei Hochöfen der Hoesch AG auf Phoenix-West.

## Gestaltung
Grundidee des Entwurfes von Latz war es, den genius loci herauszuarbeiten und zwischen ihm und einer neuen Nutzung einen Kontrast aufzuspannen: Existierende Bauwerke sollten erhalten, für den Park genutzt und den Menschen nähergebracht werden. Die industriellen Strukturen, die als voneinander unabhängige Systeme interpretiert wurden, sollten dabei nicht überformt werden, sondern visuell, funktional oder ideell über Gärten, Terrassen, Treppen, Landmarken oder Zeichen verbunden werden. Zu diesen Verknüpfungen zählen der Bahnpark mit den Hochpromenaden auf der oberen Ebene, der Wasserpark auf der unteren Ebene, die vereinzelten Vegetationsfelder zwischen den Bandstrukturen von Wasser- und Bahnpark sowie die Promenaden, die Stadtbezirke miteinander verbinden. Baustoffe wurden, soweit möglich, vor Ort gewonnen und wiederverwendet.

## Industrienatur
Neben dem Ensemble mit den Resten des Hüttenwerkes hat sich eine enorm artenreiche Flora und Fauna entwickelt. Die künstlichen, technogenen Substrate der Brachfläche sind meist nährstoffarm und besitzen eine geringe Wasserspeicherfähigkeit. Solche Standorte sind ideale Lebensräume für wärmeliebende Tier- und Pflanzenarten. Je nach Flächenentwicklung finden sich im Park unterschiedliche Vegetationsstadien von kümmerlicher Vegetation auf Rohböden, Pioniervegetation und Hochstaudengesellschaften über Gebüschstadien bis zum Vorwald (Industriewald). Eine solche Flora und Fauna, die sich auf ehemaligen Industrie- und Gewerbeflächen entwickelt hat, wird im Ruhrgebiet Industrienatur genannt. Im Landschaftspark hat sie sich, dank eines exakt ausgerichteten Pflegemanagements, in herausragender Ausprägung entwickelt. Die Qualitätssicherung erfolgt mittels Monitoring durch die Biologische Station Westliches Ruhrgebiet in Kooperation mit der Parkverwaltung.

## Entwicklung des Parks
Seitdem das Hüttenwerk 1994 erstmals der Öffentlichkeit vorgestellt wurde, nutzen Besucher, Wanderer, Fahrradfahrer, Sportvereine, Veranstalter und Interessengemeinschaften den Park für ihre Zwecke. Die Duisburg Marketing GmbH, eine Beteiligungsgesellschaft der Stadt Duisburg, steuert bis heute die weitere Entwicklung des Projektes Landschaftspark Duisburg-Nord.
- Taucher entwickelten in dem mit 20.000 Kubikmeter Wasser gefüllten Gasometer, der bis 1920 auf der Bochumer Zeche Prinz Regent in Betrieb gewesen war[4], ein Trainingszentrum, das aufgrund seiner vielseitigen Unterwasserlandschaft von Hobbytauchern sowie Polizei und Feuerwehr genutzt wird.
- Die Sektion Duisburg des Deutschen Alpenvereins errichtete in einem Teil der Erzbunkeranlage einen alpinen Klettergarten mit rund 400 Routen vom Schwierigkeitsgrad II bis IX und einen Klettersteig mit Schwierigkeitsgraden A bis E (Monte Thysso).[5]
- In der Gießhalle von Hochofen 2 gibt es einen Höhenkletterparcours.
- Die Biologische Station Westliches Ruhrgebiet eröffnet 2005 in dem Gebäude der ehemaligen Probeentnahmestelle eine Dependance. Aufgaben im Park sind die wissenschaftliche Betreuung der Parkpflege, insbesondere der Pflege von Industrienatur in Kooperation mit der Parkverwaltung, sowie die Durchführung von Umweltbildungsveranstaltungen für Schulen. Dazu Spezialangebot an Exkursionen im Park zur Flora und Fauna für Experten.
- Der ehemalige Hochofen 5 wurde bis zum zweithöchsten Punkt begehbar gemacht. Der darüber stehende Kran ist nicht mehr begehbar. In einer Höhe von ca. 70 m hat man eine sehr gute Aussicht über die Stadt Duisburg bis in die benachbarten Städte hinein. Bei gutem Wetter ist der Düsseldorfer Fernsehturm zu sehen.
- Die ehemalige Kraftzentrale, die Gießhalle und der Gebläsehallenkomplex wurden im Rahmen der Entwicklung des Landschaftsparks saniert und zu multifunktionalen Veranstaltungsorten umgebaut. So erhielt die Gießhalle – die Abstichhalle des Hochofens 1 – eine Tribüne und ein Dach, hier findet im Sommer Open-Air-Kino statt. Das Dampfgebläsehaus wurde zu einem Schauspielhaus mit 500 Plätzen umgebaut. Im August 2010 fand in der ehemaligen Kraftzentrale die Rekonstruktion der Uraufführung von Gustavs Mahlers 8. Sinfonie (Sinfonie der Tausend) mit über eintausend Chorsängern und Musikern vieler Ruhrgebietsorchester statt.[6] Ebenso wurde vom englischen Tänzer Akram Khan die deutsche Erstaufführung der Gruppenchoreografie Vertical Road inszeniert.[7]
- Die Industrieanlagen werden täglich mit Einbruch der Dunkelheit (über einen Dämmerungssensor) bis 01:00 Uhr durch eine farbige Beleuchtung von Jonathan Park in Szene gesetzt.[8]
- Es gibt Führungen für Kinder und Erwachsene bei Tag und Nacht. Hierzu ist eine Anmeldung im Besucherzentrum erforderlich. Gruppen können unter etwa zehn verschiedenen Führungen und Spielen wählen. Dem Besucherzentrum ist eine Fahrradvermietung angegliedert; weitere Radstationen finden sich entlang der Route der Industriekultur. Das Besucherzentrum bietet auch nähere Informationen zur Route der Industriekultur sowie Bücher, Postkarten und Mitbringsel zum Thema Ruhrgebiet.
- In der ersten Etage des Magazin-Gebäudes wurde eine Dauerausstellung zur Geschichte des Hüttenwerks eingerichtet. Das Gebäude fungiert inzwischen als Jugendherberge.
- Eine weitere Landmarke des Landschaftsparks – neben den drei Schloten – ist das Windrad, das auch noch aus großer Entfernung zu sehen ist. Es ist über ein Getriebe mit einer Wasserpumpe verbunden und fördert über eine Schnecke das Wasser der Alten Emscher für die Bunkergärten. Durch die Sauerstoffanreicherung wird gleichzeitig die biologische Qualität des Wasserlaufs verbessert.
- Während der jährlich stattfindenden ExtraSchicht ist der Landschaftspark einer der zentralen Spielorte.
- Mit 1.019.391 Besuchern und über 800 Vermietungen der einzelnen Veranstaltungsflächen und Hallen war 2016 das erfolgreichste Jahr seit der Eröffnung 1994.[9]
- Jährlich findet hier das Stadtwerke Sommerkino der Stadtwerke Duisburg statt.
- Die Oldtimerveranstaltung HistoriCar fand zwischen 2005 und 2015 jährlich Landschaftspark statt. Seit 2018 läuft die Veranstaltung unter dem Namen Motorworld HistoriCar weiter.
- Zwischen dem 20. und 23. Juni 2019 fanden die 3. Ruhr Games auf dem Gelände des Landschaftsparks statt.[10][11]

Für die Vorbereitung des Filmdrehs des neuen Tribute von Panem – The Ballad of Songbirds and Snakes wurden im Landschaftspark Sichtungen des Produktionsstudios durchgeführt und letztendlich auch gedreht. Dabei wurde der Park jedoch nicht für Besucher gesperrt; es konnten lediglich einige Aussichtspunkte nicht betreten werden. Es wurde während der Öffnungszeiten über mehrere Tage hinweg abgedreht. Mit an der Produktion beteiligt waren die Filmstudios Babelsberg.

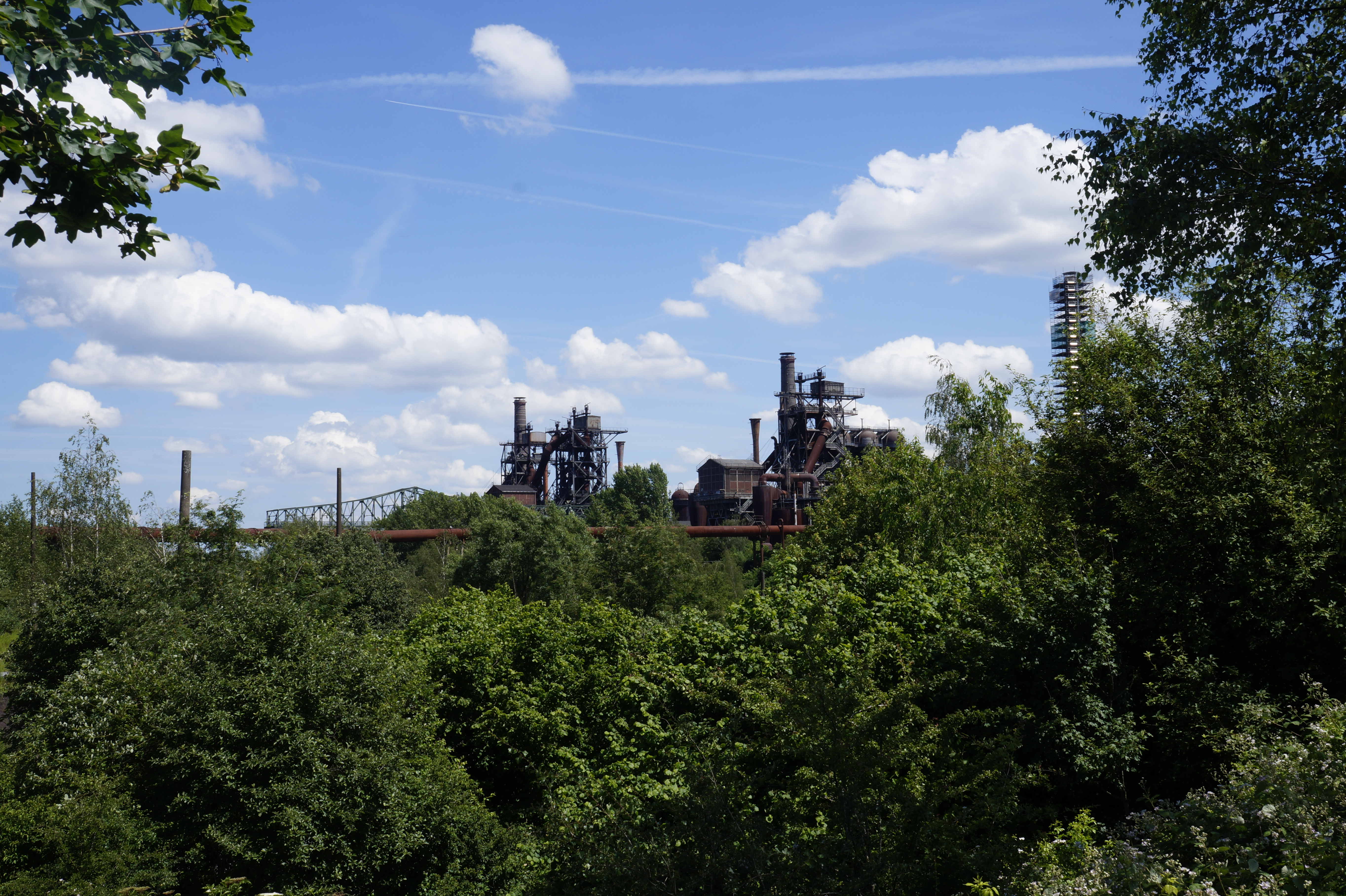
Hochofen 5
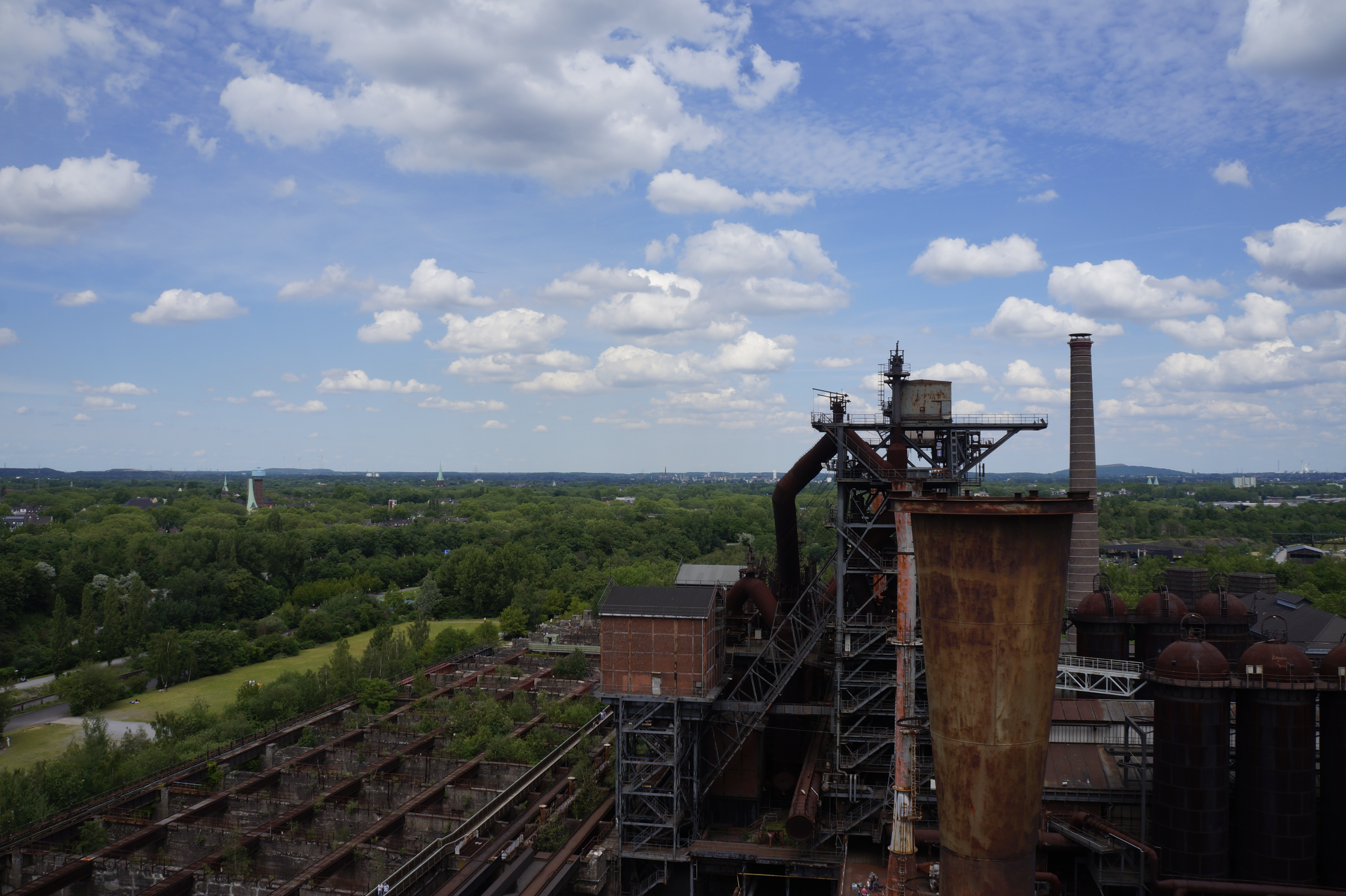
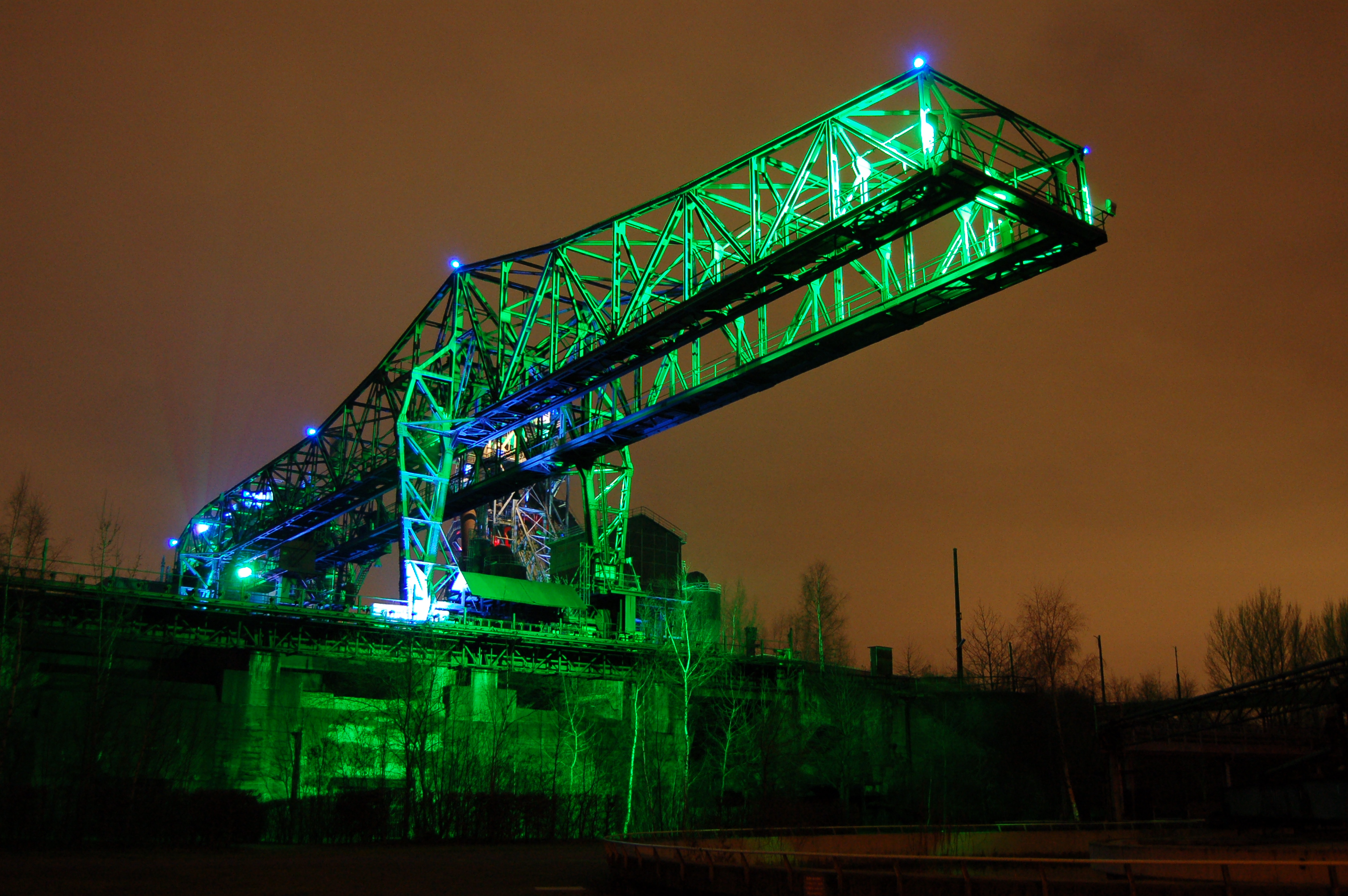
Das „Krokodil“ mit Lichtinstallationen von Jonathan Park
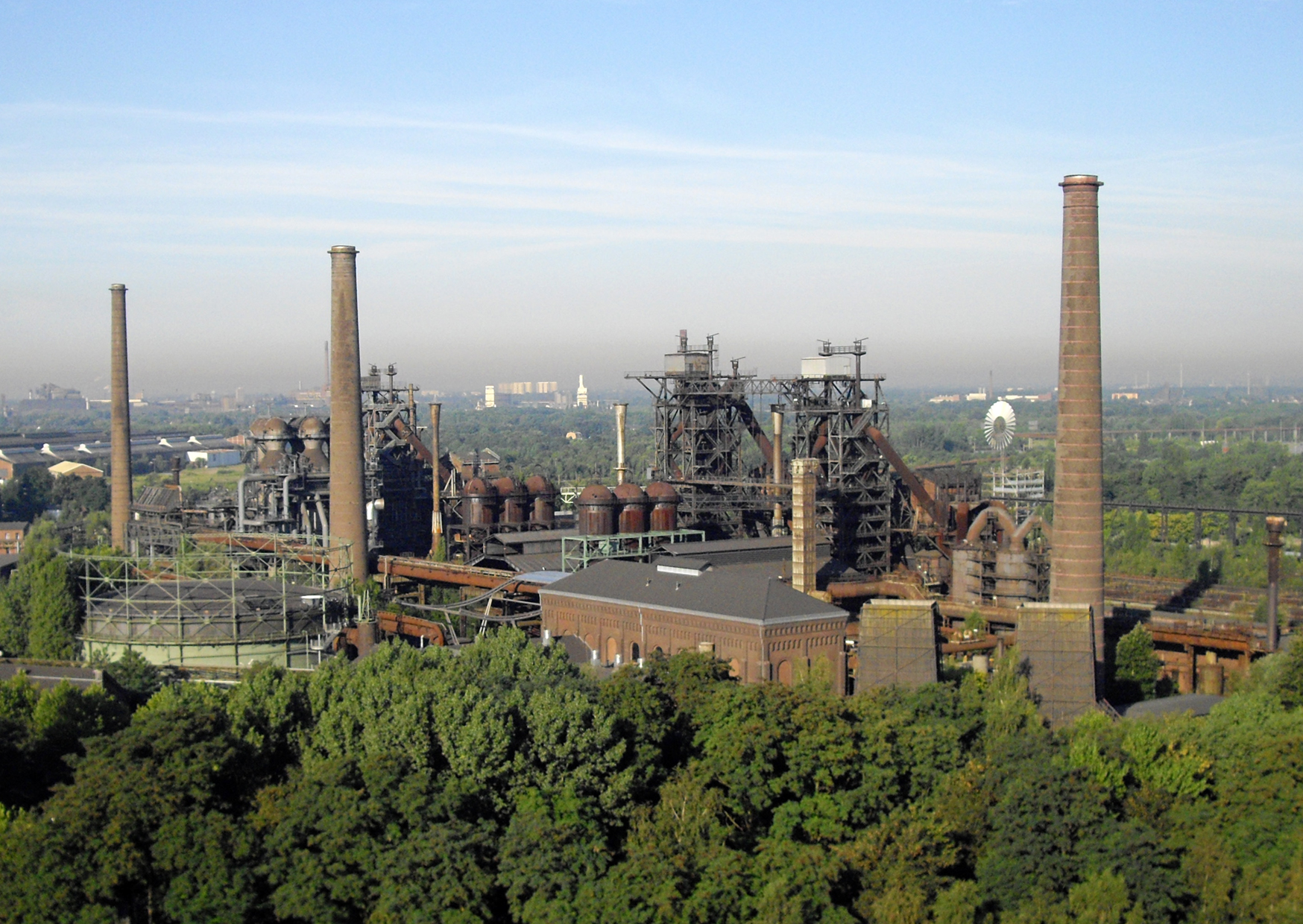
Luftaufnahme des stillgelegten Hüttenwerkes
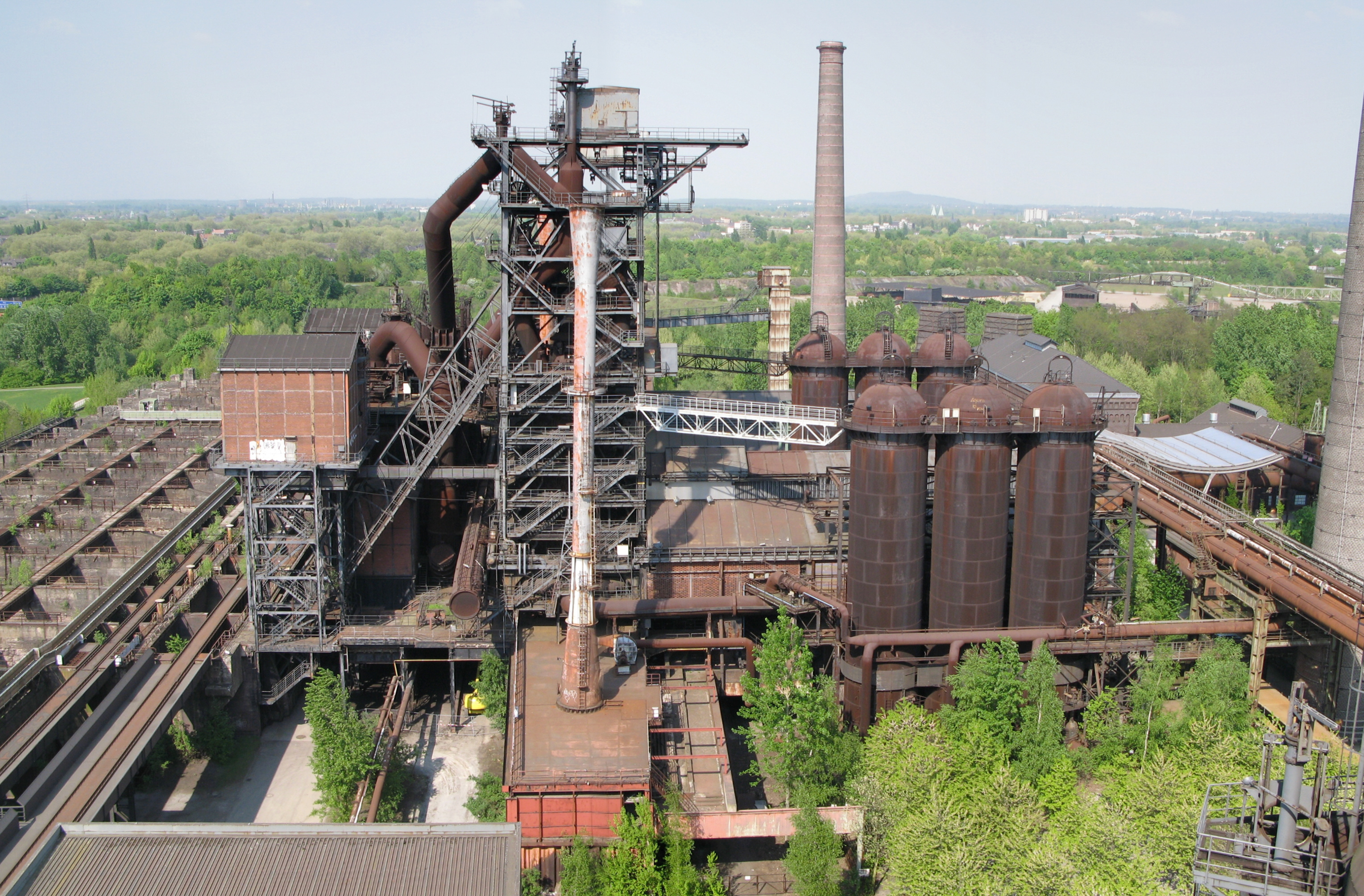
Hochofenanlagen 1 und 2 des stillgelegten Werkes vom Hochofen 5 aus gesehen
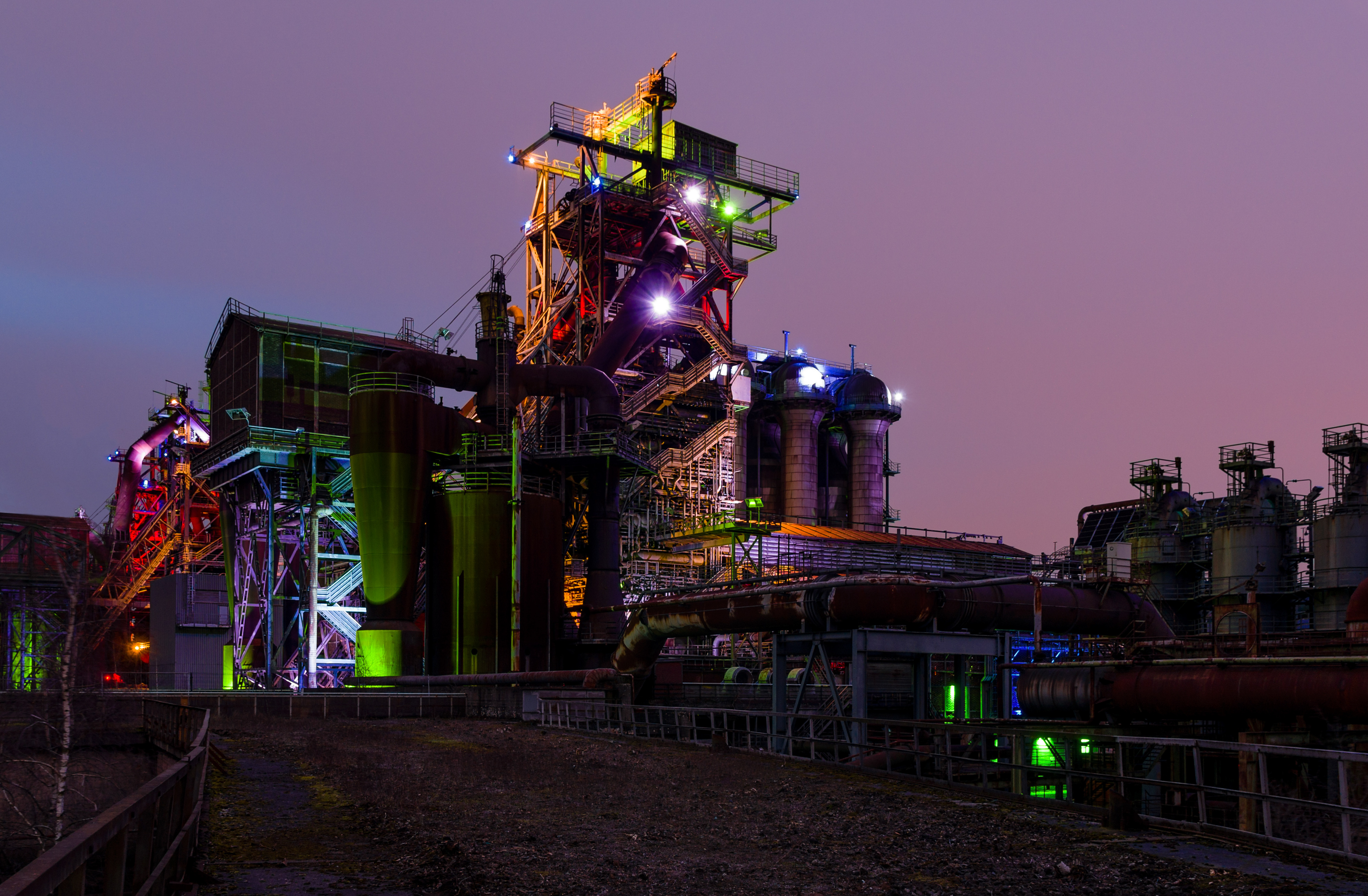
Beleuchteter Hochofen 5 mit begehbarer Besucherplattform
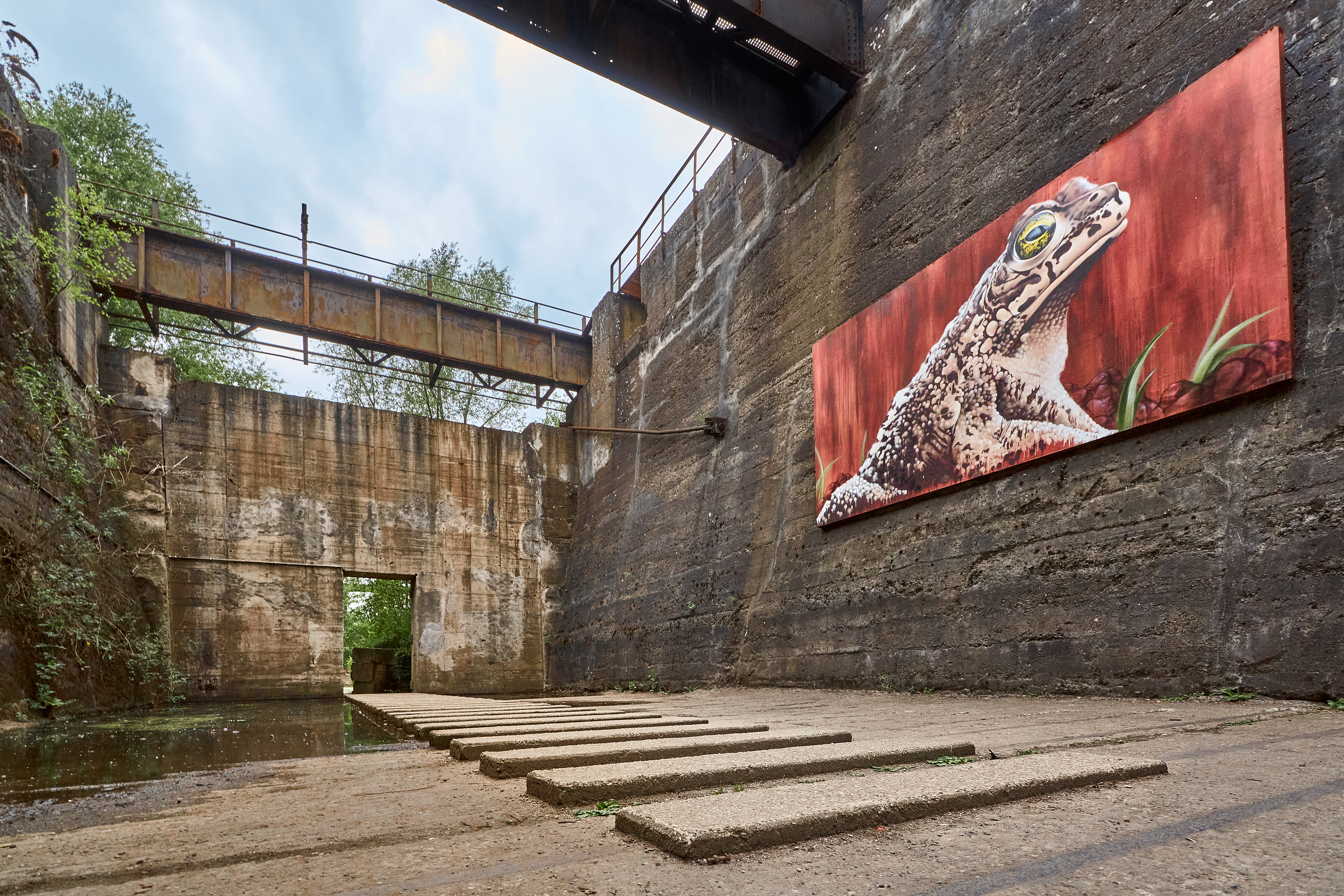
Outdoor-Galerie im Bunkerdurchgang
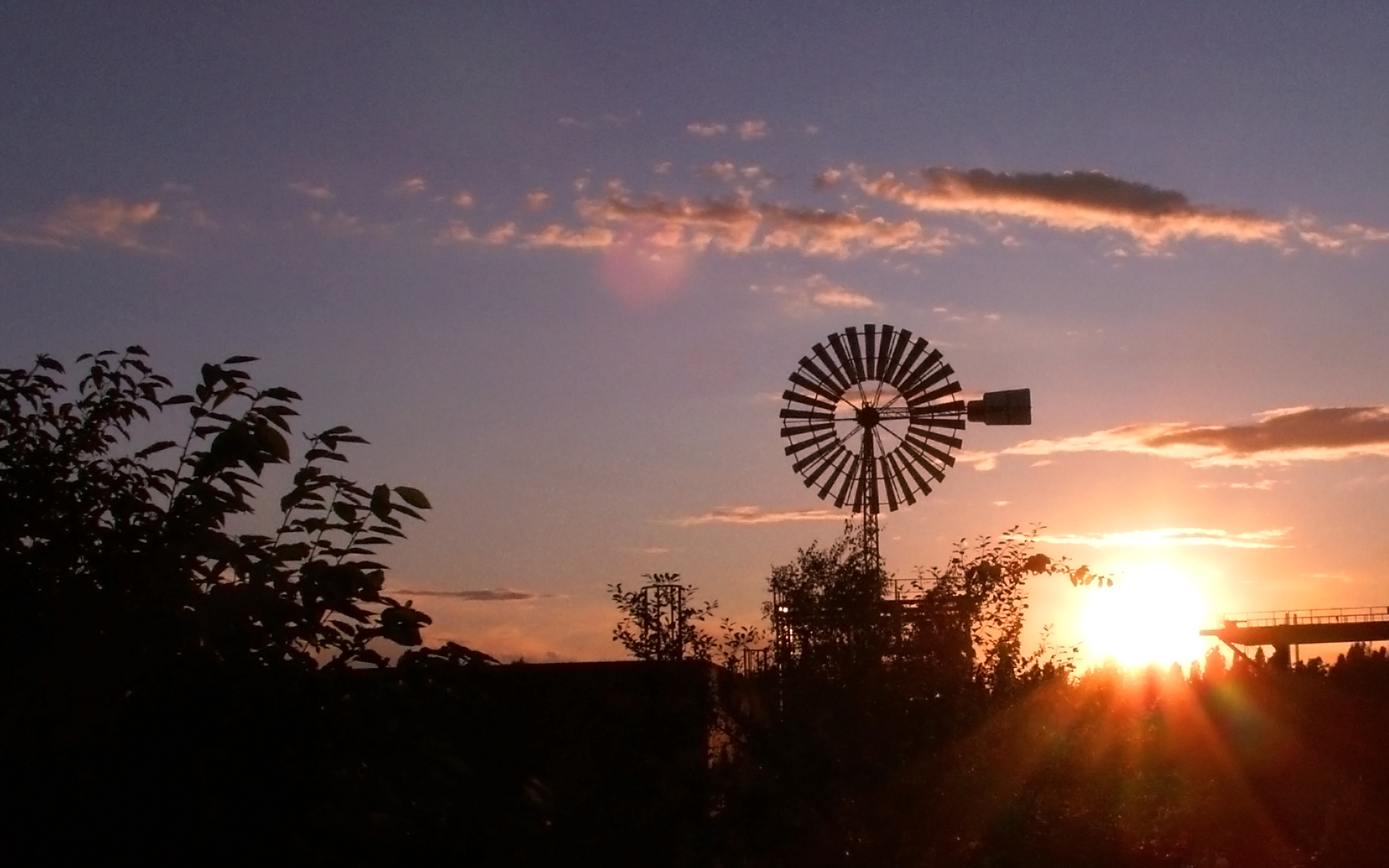
Windrad im LaPaDu beim Sonnenuntergang
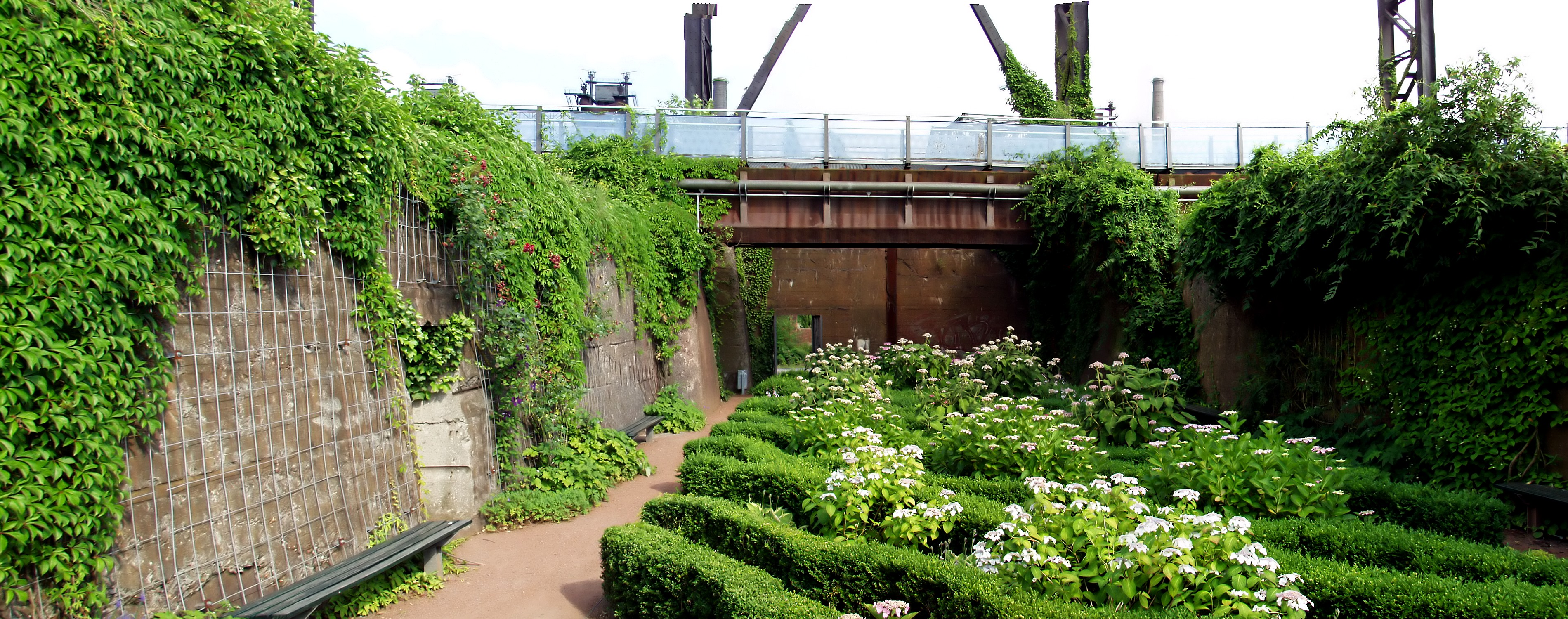
Bunkergärten
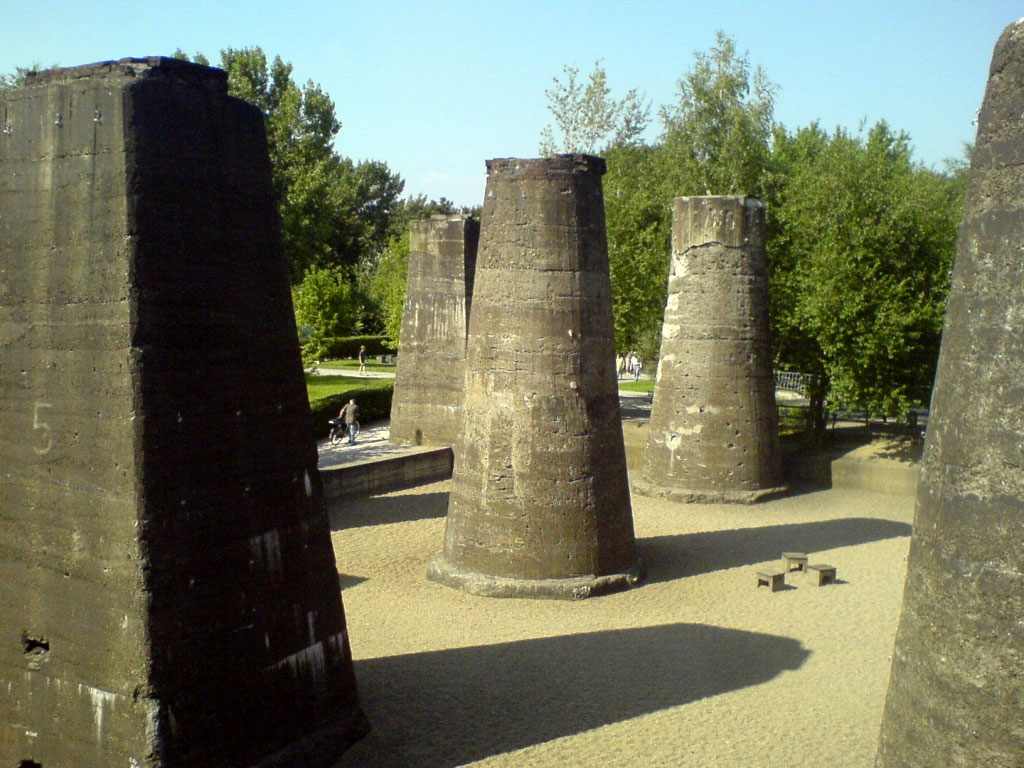
Klettergarten in den Möllerbunkern
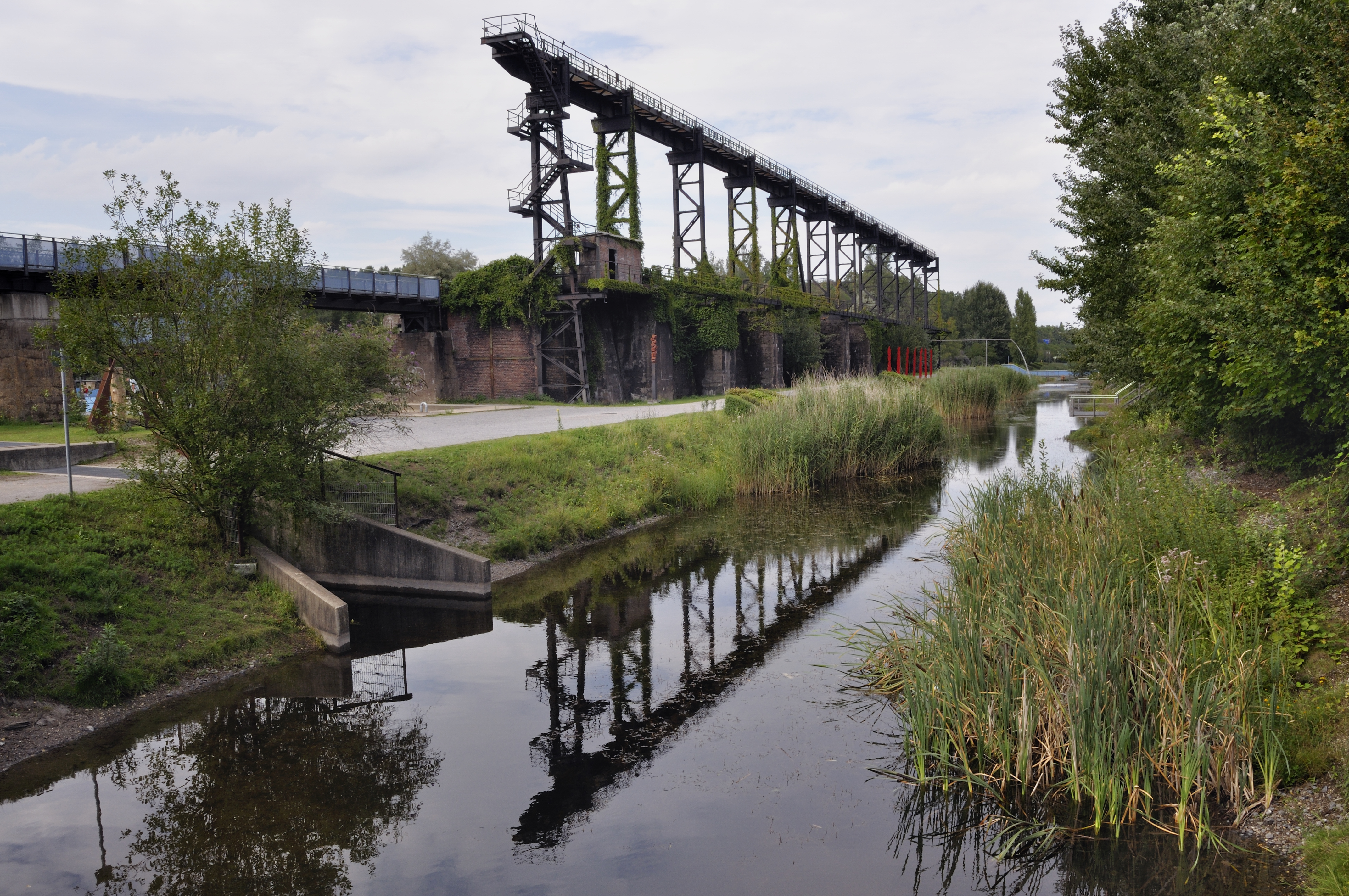
Promenade entlang der Alten Emscher, die den Landschaftspark durchzieht
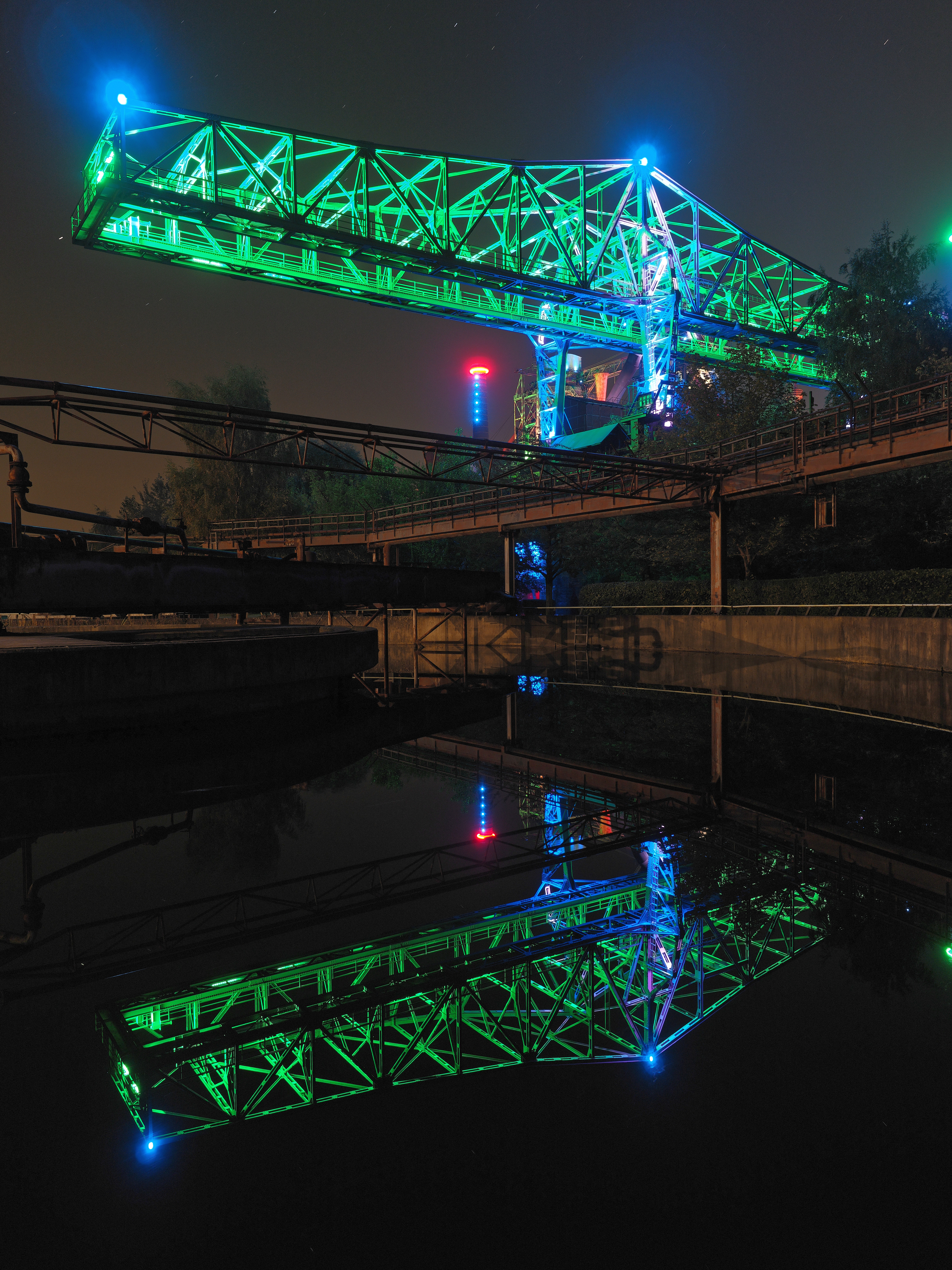
Ladebrücke mit Spiegelung